# Otus bakkamoena
El autillo hindú o autillo indio (Otus bakkamoena) es una especie de ave estrigiforme (rapaz nocturna) de la familia Strigidae propia de Asia. El epíteto de la especie se deriva de bakamuna, el nombre cingalés para la lechuza común (Tyto alba) y el búho pescador de Ceilán (Ketupa zeylonensis).

## Distribución
Se distribuye en las regiones del sur de Asia, desde el este de Arabia a través del subcontinente indio, a excepción del extremo norte, a través de gran parte del sudeste de Asia a Indonesia.
Es residente común en los bosques y otras áreas boscosas. Anida en el agujero de un árbol, en el que la hembra pone de 3-5 huevos.

## Descripción
Es un búho de tamaño pequeño (23-25 cm de longitud), aunque es uno de los más grandes en el género Otus. Al igual que otros autillos, tiene pequeños mechones u oídos en la cabeza. Las partes superiores son de color gris o marrón, dependiendo del morfo, con manchas de color ante pálido. Las partes inferiores son ante con rayas finas más oscuras. El disco facial es blanquecino o beige, y los ojos son de color naranja o marrón. Ambos sexos son similares en apariencia. Es una especie nocturna. Gracias a su camuflaje natural, es muy difícil de ver en el día.